# Grewia transzambesica
Espèce
Synonymes
- Grewia heterotricha Burret[1]

Statut de conservation UICN

 LC  : Préoccupation mineure
Grewia transzambesica est une espèce de plantes de la famille des Malvaceae.

## Publication originale
- Boletim da Sociedade Broteriana, sér. 2, 31: 81. 1957.